# Hit Mania Dance Champions 2003
Hit Mania Dance Champions 2003 è una raccolta di successi eurodance, house, techno, dance e pop mixati da Mauro Miclini pubblicata nella primavera del 2003.
Il notevole successo riscosso dalla precedente edizione, ha portato la compilation ad ingrandirsi, vengono aggiunte 2 nuove raccolte al suo interno, le quali: HIT MANIA 80's & TECHNO MANIA.
Con Hit Mania Dance Champions 2003, viene festeggiato il 10º anniversario dell'etichetta.
La ventunesima traccia non è Two dei Motel Connection ma è Get Up di Billow (Canzone dello spot Sprite del 2003).

## Tracce
1. Kronos – Magica Europa – 3:26
2. Prezioso feat. Marvin – In my mind – 3:03
3. Molella – Baby! – 3:53
4. Safeway – I'm in Love – 3:12
5. Jakatta – One Fine Day – 3:29
6. Gianni Coletti – Gimme fantasy (feat. The Go-Gospel Girls) – 2:36
7. Astroboys – The road – 3:09
8. Holy ghost – Superman – 2:42
9. Simply Red – Sunrise (rmx) – 3:12
10. Tom Jones – Black Betty (rmx) – 3:16
11. The Vinylistic – I love you – 3:13
12. Mission One – Military Drum – 2:47
13. Percy Filth – Show Me Your Monkey – 2:57
14. Waldorf – Fashionist – 3:26
15. Rockets – On the Road again – 3:07
16. The Ones – Superstar – 2:47
17. Brothers – Sexy Girl – 3:45
18. Mash – One Day (rmx) – 3:44
19. Ya Underwear – Get This! – 3:35
20. 2B Funk – Eternity (Is Over Me) (feat. Carriga) – 1:59
21. Billow – Get Up – 2:52
22. Le Vibrazioni – Dedicato A Te – 3:29

Durata totale: 69:39